# تی‌اس‌اس کامبریا (۱۹۲۰)
تی‌اس‌اس کامبریا (۱۹۲۰) (به انگلیسی: TSS Cambria (1920)) یک کشتی بود که طول آن ۳۸۰٫۶ فوت (۱۱۶٫۰ متر) بود. این کشتی در سال ۱۹۲۰ ساخته شد.